# Света Троица (Алиакмонас)
Вижте пояснителната страница за други значения на Света Троица.
„Света Троица“ (на гръцки: Αγίας Τριάδος) е късновъзрожденска православна църква в населишкото село Алиакмонас (Вратин), Егейска Македония, Гърция, част от Сисанийската и Сятищка епархия.
Църквата е главен енорийски храм на селото. В архитектурно отношение представлява трикорабна базилика с женска църква. Построена е от местни майстори. В горната част на фасадата е вградена каменна плоча с дата 8 март 1859 година. Трите кораба в интериора са разделени от четири двойки дървени стълбове, измазани с бял хоросан, за да са кръгли и с капители във формата на обърнат конус. Църквата е претърпяла серия по-късни промени, като затварянето на нартекса. В двора на църквата в 1927 година е построена голяма триетажна камбанария от местните майстори Йоанис Хр. Грезиос, Константинос Папакотулас и Анастасиос Дедис.